# Tramways électriques de Viricelles-Chazelles à St Symphorien-sur-Coise et extensions

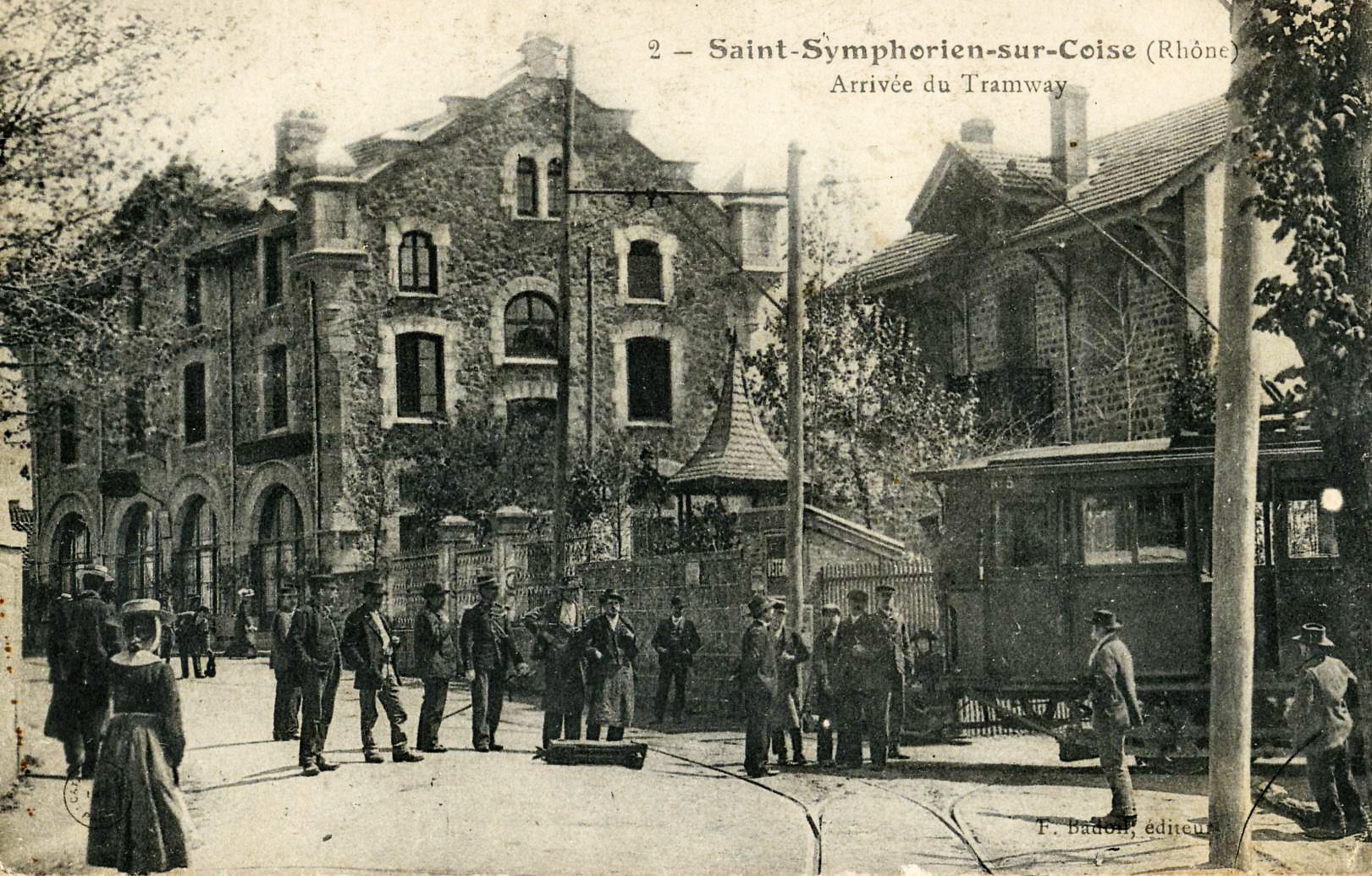
Le terminus de la Ligne à Saint-Symphorien

La Compagnie des Tramways électriques de Viricelles-Chazelles à St Symphorien-sur-Coise et extensions construit et exploite un tramway électrique dans les départements du Rhône et de la Loire entre 1899 et 1933. Cette société est fondée à Lyon, le 9 mars 1899. Son siège se trouve  rue de la Charité au numéro 8 dans cette ville.

## La Ligne
- Viricelles - Chazelles-sur-Lyon - Saint-Symphorien-sur-Coise, (9,7 km), ouverture le 15 octobre 1899, fermeture 31 décembre 1933.

## Gares de jonction
- Gare de Viricelles - Chazelles-sur-Lyon avec le PLM (Ligne de Lyon-Saint-Paul à Montbrison).
- Gare de Saint-Symphorien-sur-Coise avec les  Chemins de Fer départementaux de Rhône et Loire (deux gares distinctes et distantes de 800 mètres).